# Ефимово (Шекснинский район)
Ефимово — деревня в Шекснинском районе Вологодской области.
Входит в состав сельского поселения Фоминского, с точки зрения административно-территориального деления — в Фоминский сельсовет.
Расстояние по автодороге до районного центра Шексны — 51 км, до центра муниципального образования Фоминского — 4 км. Ближайшие населённые пункты — Пегуша, Воронцово, Велюшево.
По переписи 2002 года население — 31 человек (15 мужчин, 16 женщин). Всё население — русские.